# Клан Баркли
Ба́ркли (Barclay о файле) — один из кланов равнинной части Шотландии.
Шотландские Барклаи происходят от Роджера де Бершелэ (de Berchelai) из Глостершира, который в 1086 году был зарегистрирован в Книге Судного Дня и который прибыл в Англию с Вильгельмом Завоевателем. Сэр Уолтер Баркли, лорд Редкасл и Инверкейллор, был камергером Шотландии при Уильяме I Льве. Мужская линия Барклаев из Гартли закончилась в 1456 году на Уолтере, канонике из Морея. Его сестра вышла замуж за лэрда Барклая из Тоуви, и положение вождя перешло к этой ветви рода, известной с 1165 года и владевшей замком Тоуви (англ. - Towie Barclay Castle). В течение XII—XIII веков Барклаи владели землями в Кинкардиншире и на востоке Шотландии.
Барклаи из Матэрса происходят от Александра де Баркли, который женился на наследнице поместья Матэрс в 1351 году. Она была сестрой Великого Маршала Шотландии. Их потомки владели этими землями, пока в XVI веке Дейвид Баркли не был вынужден продать их по финансовым причинам.
Другая ветвь клана, Барклаи из Ери, происходят от полковника Дэвида Барклая, одного из многих шотландских офицеров, которые служили в Швеции при короле Густаве Адольфе, а также впоследствии участвовали в гражданской войне в Шотландии. В 1647 году он приобрёл поместье Ери (англ. - Urie), а его старший сын Роберт Баркли стал знаменитым квакером и в 1682 году был назначен губернатором Восточной Джерси. Внук второго сына Роберта, Дэвид Баркли (младший), стал одним из основателей банка Barclays.
Были и другие ветви клана Баркли, включая Барклаев из Коллэрни в Файфе, из Пирстона в Аргайллшире и из Толли в Абердиншире. Ветвь Толли получила свои земли приблизительно в 1100 году, и они оставались в семействе до их продажи Чарльзом Мэйтлэндом-Барклаем из Тилликутри, который в 1752 году женился на последней наследнице рода, Изабель Баркли.
Из немецкой ганзейской (впоследствии российско-остзейской) ветви этого семейства происходит русский генерал-фельдмаршал, князь Михаил Барклай-де-Толли (1761—1818).